# Johnstonella pusilla
Johnstonella pusilla är en strävbladig växtart som först beskrevs av John Torrey och A.Gray, och fick sitt nu gällande namn av Hasenstab och M.G.Simpson. Johnstonella pusilla ingår i släktet Johnstonella och familjen strävbladiga växter. Inga underarter finns listade i Catalogue of Life.